# الأسرة المصرية السادسة
الأسرة المصرية السادسة هي الأسرة الأخيرة من عهد المملكة المصرية القديمة ومؤسسها هو الملك تتي. حكمت الأسرة السادسة لمدة 164 عام (من عام 2345 إلى عام 2181 قبل الميلاد).

## ملوك الأسرة السادسة
| الملك                        | فترة الحكم          |
| ---------------------------- | ------------------- |
| الملك تتي                    | 2323 ق.م – 2291 ق.م |
| الملك أوسر كارع              | 2291 ق.م - 2289 ق.م |
| الملك بيبي الأول (مرى رع)    | 2289 ق.م - 2255 ق.م |
| الملك مرن رع الأول           | 2255 ق.م - 2246 ق.م |
| الملك بيبي الثانى (نفر كارع) | 2246 ق.م - 2157 ق.م |
| الملك مرن رع الثانى          | 2151 ق.م - 2150 ق.م |

## معرض صور

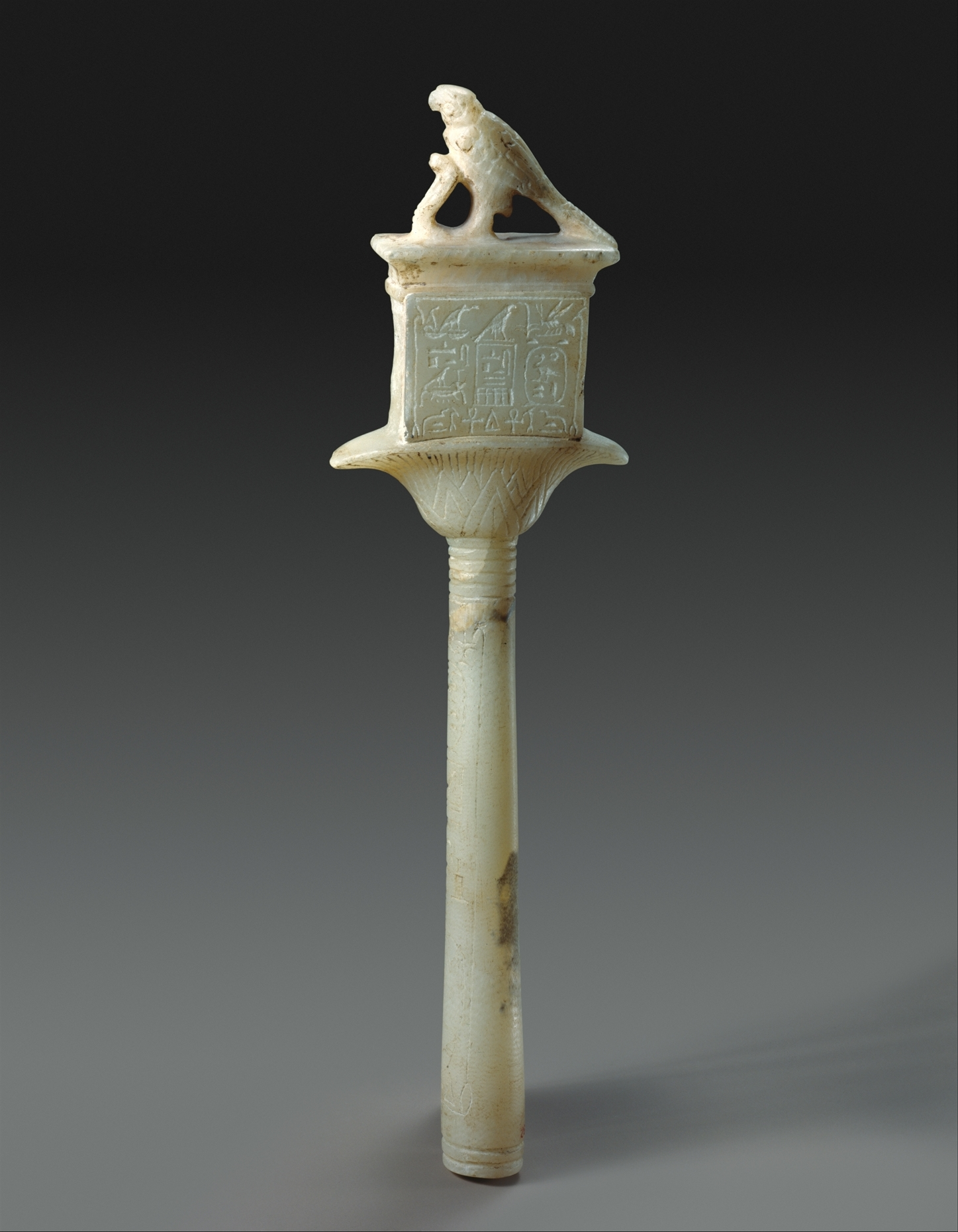
سيستروم (آلة موسيقية) من عصر الفراعنة نُقش عليها اسم الملك تتي
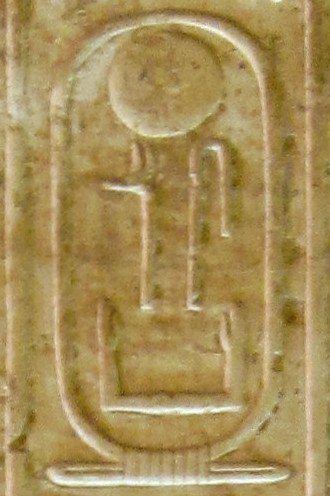
نقش يظهر اسم الملك أوسر كا رع
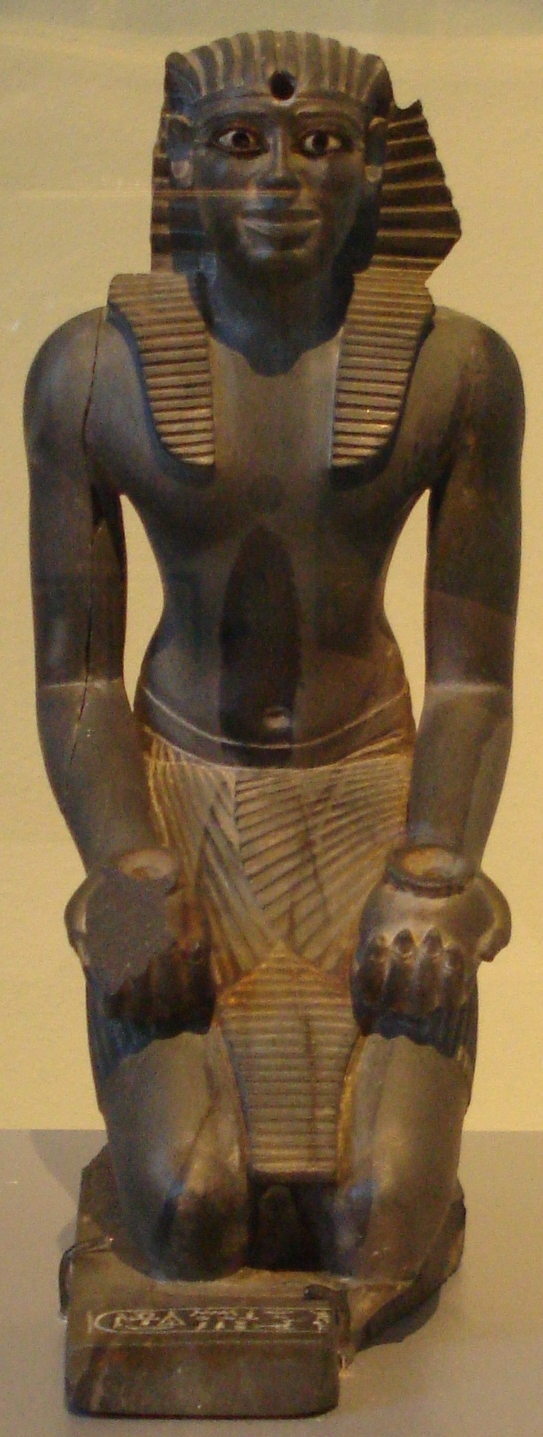
تمثال من المرمر للملك بيبي الأول
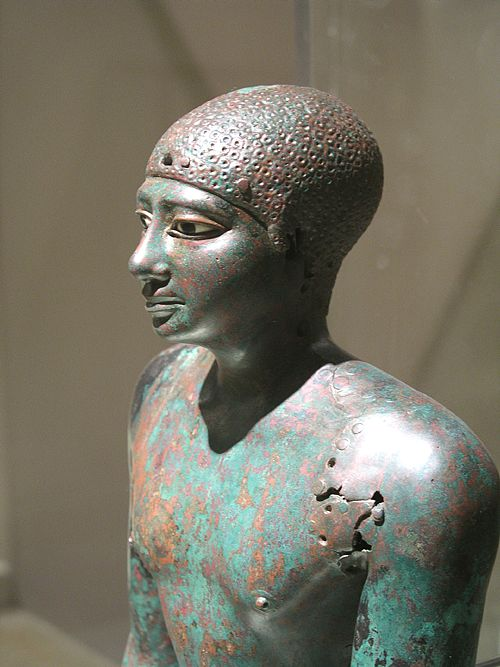
تمثال من النحاس للملك لبيبي الأول أو ربما لإبنه مرن رع الأول
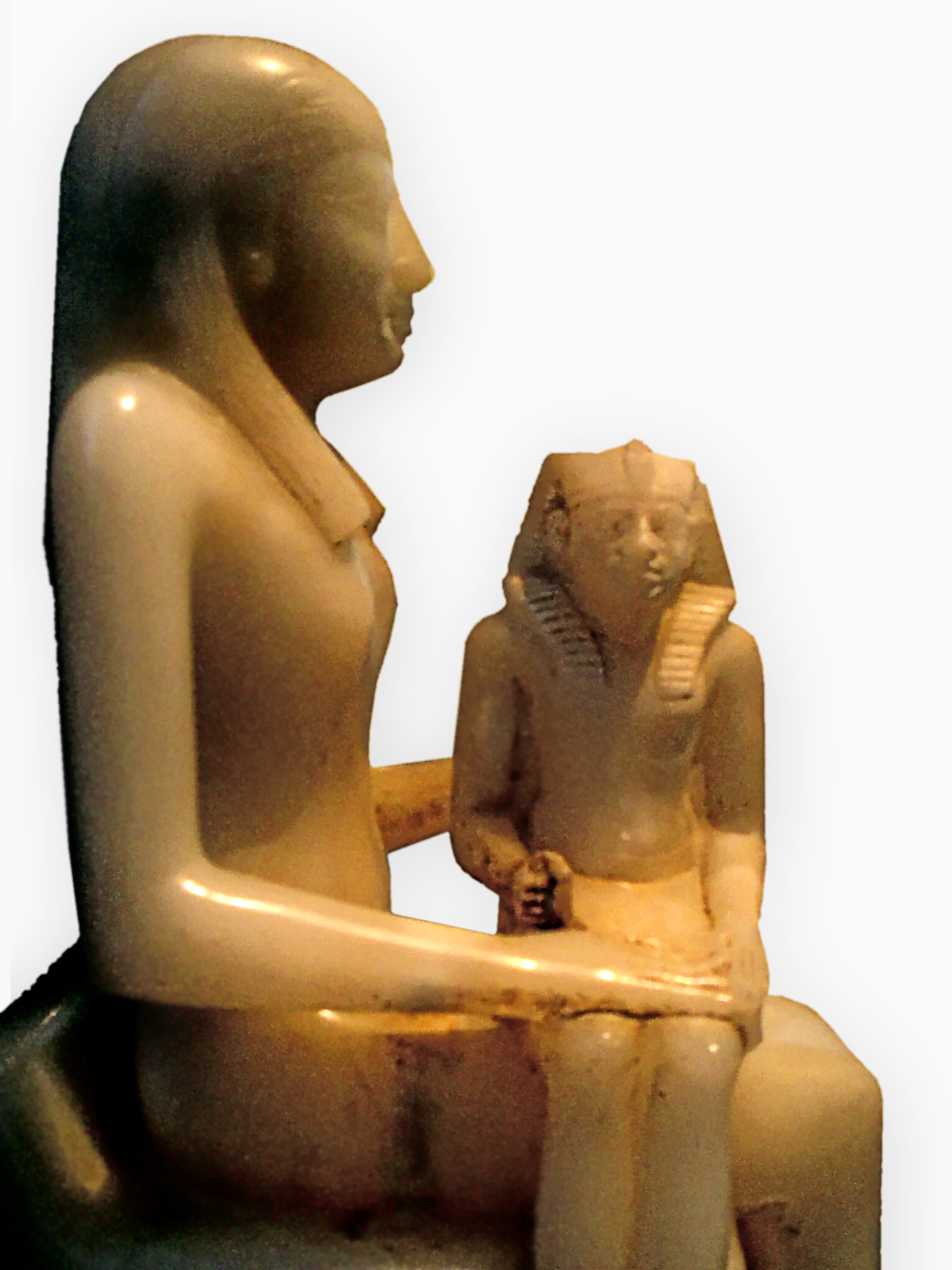
تمثال من المرمر للملكة عنخس إن بيبي الثانية وابنها بيبي الثاني.
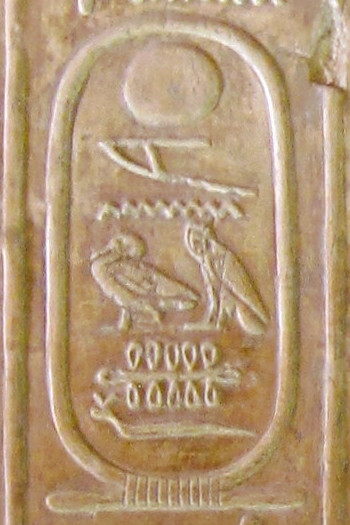
نقش يظهر اسم الملك مرن رع الثاني
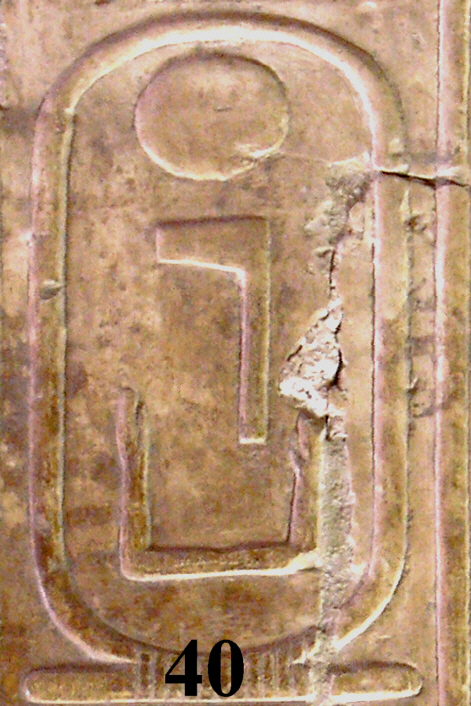
نقش يظهر اسم الملك نت جر كا رع

## اقرأ أيضا
- قبة الهوا
- مريروكا
- رخميرع